# Ereção peniana noturna
A Ereção peniana noturna, também conhecida como ereção matinal, é um fenômeno relacionado à ereção noturna ou matinal do pênis, ocorrida nos seres humanos de sexo masculino.
Ao acordar pela manhã, o pênis da maioria das pessoas que possuem o órgão em questão fica ereto em função da vontade de urinar, o que é conhecido popularmente como "tesão de mijo".
Os indivíduos que não apresentem nenhum tipo de disfunção erétil têm cerca de três a cinco ereções por noite. Alguns deles podem considerar isso constrangedor, apesar de ser um fenômeno natural. Destaca-se que essas ereções penianas não estão diretamente relacionadas à ocorrência da Polução noturna.[carece de fontes?]
Uma explicação para tal fenômeno, é que a ereção matinal funciona como um "termômetro" para indicar que o corpo está funcionando como deveria.
É durante a fase REM do sono (Rapid Eyes Moviment, ou Movimento Rápido dos Olhos), que a ereção acontece. Essa fase do sono acontece entre três a cinco vezes por noite e dura de 5 a 15 minutos, tempo que pode durar a ereção. É muito comum o despertar nesta fase do sono, quando então se percebe a ereção, que é involuntária e não tem como ser evitada. Porém, a ereção motivada pela vontade de urinar é porque a bexiga pressiona a próstata, ocasionando assim a ereção, até o esvaziamento dela.[carece de fontes?]
A ausência dessa ereção significa que algo está errado com o corpo humano e, se isso acontecer, é recomendável procurar um especialista.